# Hypericum amblycalyx
Hypericum amblycalyx är en johannesörtsväxtart som beskrevs av Coust. och Gand.. Hypericum amblycalyx ingår i släktet johannesörter, och familjen johannesörtsväxter. Inga underarter finns listade i Catalogue of Life.

## Bildgalleri

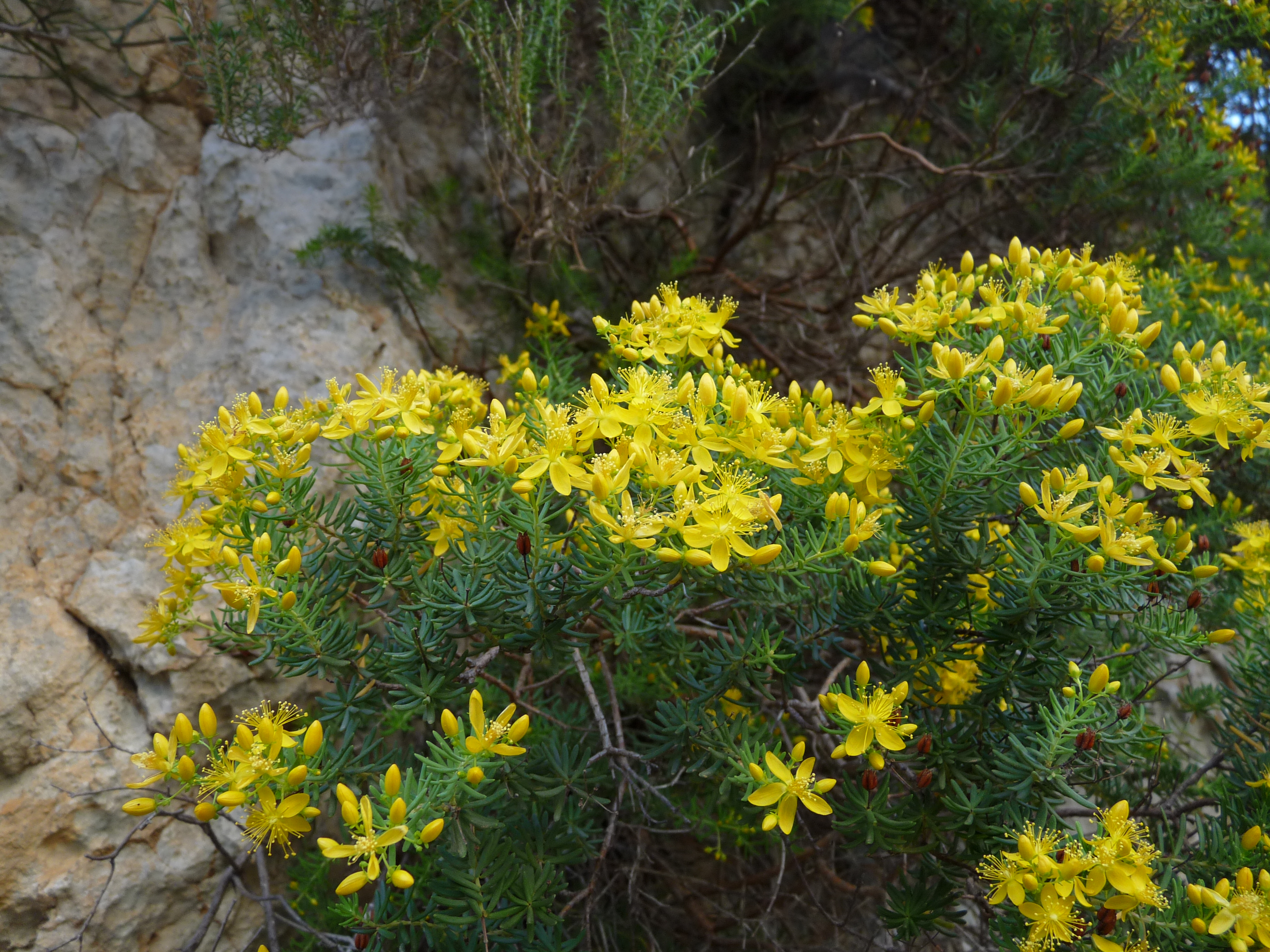